# Coupe du monde de ski alpin 1969-1970
Navigation
Édition précédente Édition suivante
La coupe du monde de ski alpin 1969-1970 commence le 10 décembre 1969 avec le géant femmes de Val-d'Isère et se termine le 15 mars 1970 avec le slalom hommes de Voss.
Les hommes disputent 36 épreuves (dont 8 épreuves indice B à barème minoré) : 10 descentes, 12 géants et 14 slaloms.
Les femmes disputent 26 épreuves : 5 descentes, 9 géants et 12 slaloms.
Les championnats du monde sont disputés à Val Gardena du 7 février 1970 au 15 février 1970 et leurs épreuves comptent pour le classement général de la coupe du monde.
Alors que Karl Schranz remporte le classement général pour la deuxième fois consécutivement, il est à noter que côté féminin, Michèle Jacot est la première, et à ce jour la seule skieuse alpine française à avoir gagné la Coupe du monde. 

## Tableau d'honneur
| Discipline | Hommes                    | Femmes                         |
| Général    | Karl Schranz              | Michèle Jacot                  |
| Descente   | Karl Schranz Karl Cordin  | Isabelle Mir                   |
| Géant      | Gustavo Thöni             | Françoise Macchi Michèle Jacot |
| Slalom     | Patrick Russel Alain Penz | Ingrid Lafforgue               |

Karl Schranz (148 points) devance d'un fil Patrick Russel (145 points) et Gustavo Thöni (140 points). Skieur plus complet, l'expérimenté autrichien, âgé de 31 ans, marque 18 précieux points en slalom alors que ses jeunes adversaires ne disputent pas la descente. Par ailleurs, Karl Schranz gagne un deuxième K de diamant : c'est un exploit unique dans l'histoire du ski.
Avènement de Gustavo Thöni qui s'impose dès sa première course à l'occasion du géant de Val d'Isère et remporte à l'issue d'une excellente saison, la coupe du monde de géant. Le jeune prodige Italien âgé de 19 ans, troisième du classement général prend date pour les futures années.
La coupe du monde féminine est marquée par la domination des françaises qui remportent 17 des 26 épreuves disputées, trustent les quatre premières places du classement général (avec Michèle Jacot, Françoise Macchi, Florence Steurer et Ingrid Lafforgue), les 3 globes de cristal en jeu, Isabelle Mir s'adjugeant celui de la descente, Françoise Macchi et Michèle Jacot celui du géant et Ingrid Lafforgue dominant la saison en slalom.
Michèle Jacot, 18 ans et très à l'aise dans les disciplines techniques s'impose à quatre reprises (deux géants et deux slaloms) et se révèle la skieuse la plus régulière. Elle devient la première et unique française à remporter la coupe du monde de ski.
Une domination sans partages qui n'occulte pas la première percée d'une jeune Autrichienne dénommée Annemarie Pröll, très à l'aise de la descente au slalom et qui remporte sa première course à l'occasion du géant Slovène de Maribor et termine troisième du classement final du géant.

## Coupe du monde Hommes

### Résultats
| Date                  | Lieu                              | Discipline | Vainqueur          |
| 11 décembre 1969      | Val-d'Isère                       | Géant      | Gustavo Thöni      |
| 14 décembre 1969      | Val-d'Isère                       | Descente   | Malcolm Milne      |
| 19 & 20 décembre 1969 | Lienz                             | Géant      | Patrick Russel     |
| 21 décembre 1969      | Lienz                             | Slalom     | Jean-Noël Augert   |
| 4 janvier 1970        | Hindelang                         | Slalom     | Gustavo Thöni      |
| 5 janvier 1970        | Adelboden                         | Géant      | Karl Schranz       |
| 10 janvier 1970       | Wengen                            | Descente   | Henri Duvillard    |
| 10 janvier 1970       | Morzine (Indice B)                | Descente   | Bernard Grosfilley |
| 11 janvier 1970       | Wengen                            | Slalom     | Patrick Russel     |
| 11 janvier 1970       | Morzine (Indice B)                | Slalom     | Gerhard Riml       |
| 16 & 17 janvier 1970  | Kitzbühel                         | Géant      | Dumeng Giovanoli   |
| 17 janvier 1970       | Villars-sur-Ollon (Indice B)      | Descente   | Paul Mitterer      |
| 18 janvier 1970       | Kitzbühel                         | Slalom     | Patrick Russel     |
| 20 & 21 janvier 1970  | Kranjska Gora                     | Géant      | Dumeng Giovanoli   |
| 23 janvier 1970       | Megève                            | Descente   | Karl Schranz       |
| 25 janvier 1970       | Megève                            | Slalom     | Patrick Russel     |
| 29 janvier 1970       | Madonna di Campiglio              | Géant I    | Gustavo Thöni      |
| 30 janvier 1970       | Madonna di Campiglio              | Géant II   | Gustavo Thöni      |
| 31 janvier 1970       | Madonna di Campiglio              | Slalom     | Henri Bréchu       |
| 1er février 1970      | Garmisch Arlberg-Kandahar         | Descente   | Karl Schranz       |
| 8 février 1970        | Val Gardena Championnats du monde | Slalom     | Jean-Noël Augert   |
| 9 & 10 février 1970   | Val Gardena Championnats du monde | Géant      | Karl Schranz       |
| 15 février 1970       | Val Gardena Championnats du monde | Descente   | Bernhard Russi     |
| 20 février 1970       | Saalbach (Indice B)               | Descente   | Kurt Huggler       |
| 21 février 1970       | Zell am See (Indice B)            | Slalom     | Harald Rofner      |
| 21 février 1970       | Jackson Hole                      | Descente   | Karl Cordin        |
| 22 février 1970       | Jackson Hole                      | Slalom     | Alain Penz         |
| 26 & 27 février 1970  | Grouse Mountain                   | Géant      | Alain Penz         |
| 28 février 1970       | Chamonix (Indice B)               | Descente   | Rudi Sailer        |
| 28 février 1970       | Les Diablerets (Indice B)         | Slalom     | Kurt Schnider      |
| 28 février 1970       | Grouse Mountain                   | Slalom     | Alain Penz         |
| 1er mars 1970         | Leysin (Indice B)                 | Géant      | Josef Loidl        |
| 6 mars 1970           | Heavenly Valley                   | Slalom     | Alain Penz         |
| 7 & 8 mars 1970       | Heavenly Valley                   | Géant      | Patrick Russel     |
| 13 mars 1970          | Voss                              | Géant      | Werner Bleiner     |
| 15 mars 1970          | Voss                              | Slalom     | Patrick Russel     |

### Classements

#### Classement général
| Rang | Nom                              | Points |
| 1    | Karl Schranz                     | 148    |
| 2    | Patrick Russel                   | 145    |
| 3    | Gustavo Thöni                    | 145    |
| 4    | Jean-Noël Augert                 | 120    |
| 5    | Alain Penz                       | 119    |
| 6    | Dumeng Giovanoli                 | 116    |
| 7    | Werner Bleiner                   | 83     |
| 8    | Henri Duvillard Heinrich Messner | 81     |
| 10   | Karl Cordin                      | 65     |

#### Descente
| Rang | Nom                                       | Points |
| 1    | Karl Schranz Karl Cordin                  | 65     |
| 3    | Henri Duvillard                           | 55     |
| 4    | Malcolm Milne                             | 48     |
| 5    | Franz Vogler Bernhard Russi Bernard Orcel | 37     |

#### Géant
| Rang | Nom                             | Points |
| 1    | Gustavo Thöni                   | 75     |
| 2    | Dumeng Giovanoli Patrick Russel | 70     |
| 4    | Werner Bleiner Karl Schranz     | 65     |

#### Slalom
| Rang | Nom                       | Points |
| 1    | Patrick Russel Alain Penz | 75     |
| 3    | Jean-Noël Augert          | 70     |
| 4    | Gustavo Thöni             | 65     |
| 5    | Henri Bréchu              | 60     |

## Coupe du monde Femmes

### Résultats
| Date             | Lieu                              | Discipline | Vainqueur         |
| 10 décembre 1969 | Val-d'Isère                       | Géant      | Françoise Macchi  |
| 12 décembre 1969 | Val-d'Isère                       | Slalom     | Michèle Jacot     |
| 19 décembre 1969 | Lienz                             | Géant      | Judy Nagel        |
| 20 décembre 1969 | Lienz                             | Slalom     | Judy Nagel        |
| 3 janvier 1970   | Oberstaufen                       | Slalom     | Bernadette Rauter |
| 4 janvier 1970   | Oberstaufen                       | Géant      | Michèle Jacot     |
| 6 janvier 1970   | Grindelwald                       | Slalom     | Michèle Jacot     |
| 9 janvier 1970   | Grindelwald                       | Descente   | Isabelle Mir      |
| 13 janvier 1970  | Bad Gastein                       | Slalom     | Ingrid Lafforgue  |
| 15 janvier 1970  | Bad Gastein                       | Descente   | Isabelle Mir      |
| 17 janvier 1970  | Maribor                           | Géant      | Annemarie Pröll   |
| 18 janvier 1970  | Maribor                           | Slalom     | Barbara Cochran   |
| 22 janvier 1970  | Saint-Gervais                     | Slalom     | Kiki Cutter       |
| 24 janvier 1970  | Saint-Gervais                     | Géant      | Françoise Macchi  |
| 30 janvier 1970  | Garmisch Arlberg-Kandahar         | Descente   | Françoise Macchi  |
| 1er février 1970 | Abetone                           | Géant      | Britt Lafforgue   |
| 2 février 1970   | Abetone                           | Slalom     | Ingrid Lafforgue  |
| 11 février 1970  | Val Gardena Championnats du monde | Descente   | Annerösli Zryd    |
| 13 février 1970  | Val Gardena Championnats du monde | Slalom     | Ingrid Lafforgue  |
| 14 février 1970  | Val Gardena Championnats du monde | Géant      | Betsy Clifford    |
| 21 février 1970  | Jackson Hole                      | Descente   | Isabelle Mir      |
| 22 février 1970  | Jackson Hole                      | Slalom     | Ingrid Lafforgue  |
| 27 février 1970  | Grouse Mountain                   | Géant      | Michèle Jacot     |
| 1er mars 1970    | Grouse Mountain                   | Slalom     | Ingrid Lafforgue  |
| 12 mars 1970     | Voss                              | Géant      | Ingrid Lafforgue  |
| 14 mars 1970     | Voss                              | Slalom     | Rosi Mittermaier  |

### Classements

#### Classement général
| Rang | Nom              | Points |
| 1    | Michèle Jacot    | 180    |
| 2    | Françoise Macchi | 145    |
| 3    | Florence Steurer | 133    |
| 4    | Ingrid Lafforgue | 132    |
| 5    | Barbara Cochran  | 120    |
| 6    | Judy Nagel       | 118    |
| 7    | Annemarie Pröll  | 110    |
| 8    | Betsy Clifford   | 101    |
| 9    | Isabelle Mir     | 100    |
| 10   | Britt Lafforgue  | 87     |

#### Descente
| Rang | Nom              | Points |
| 1    | Isabelle Mir     | 75     |
| 2    | Annie Famose     | 48     |
| 3    | Florence Steurer | 46     |
| 4    | Michèle Jacot    | 45     |
| 5    | Françoise Macchi | 44     |

#### Géant
| Rang | Nom                            | Points |
| 1    | Françoise Macchi Michèle Jacot | 70     |
| 3    | Annemarie Pröll                | 60     |
| 4    | Barbara Cochran Judy Nagel     | 55     |

#### Slalom
| Rang | Nom                                              | Points |
| 1    | Ingrid Lafforgue                                 | 75     |
| 2    | Michèle Jacot Barbara Cochran                    | 65     |
| 4    | Britt Lafforgue Bernadette Rauter Betsy Clifford | 55     |